# Live in Moscow (álbum de Lindemann)
Live in Moscow é o primeiro álbum ao vivo do Lindemann, gravado na VTB Arena em Moscou no dia 15 de março de 2020. Sendo este o último lançamento após o anúncio do fim da parceria entre Till Lindemann e Peter Tägtgren feito em Novembro de 2020.

## História
A gravação do concerto aconteceu no 18° dia da Lindemann Tour 2020, em 15 de março de 2020, especialmente nesse dia a organização russa da turnê anunciou que haveriam dois shows no mesmo dia para que não fosse descumprida a ordem do prefeito de Moscou Sergey Sobyanin, que em 10 de março de 2020 proibiu por 1 mês eventos com mais de 5000 pessoas, devido à recém situação de pandemia do COVID-19. Os shows aconteceram as 15:00 e as 19:00 no horário local.
O show aconteceu no estádio do Dínamo de Moscou, a VTB Arena.
Este concerto foi o penúltimo antes do cancelamento dos 3 últimos shows da turnê devido ao agravamento da pandemia. No mesmo período, foi publicado pelo jornal alemão Bild que Till Lindemann estaria internado na UTI após contrair o vírus da COVID-19 na Rússia, porém alguns dias depois, o Rammstein divulgou por meio de uma nota em suas redes sociais que Till de fato esteve na UTI por pedido do médico particular da banda, porém foi movido para outro setor após o teste de Coronavírus dar negativo, pois os sintomas se tratavam apenas de uma pneumonia.

## Lista de faixas

### CD e LP
- CD presente apenas nas edições Deluxe e Super Deluxe.
- LP: Faixas 1-5 = Lado A1; 6-10 = Lado B1; 11-14 = Lado A2; 15-17 = Lado B2.

| N.º            | Título                         | Duração |  |
| 1.             | "Skills in Pills"              | 4:30    |  |
| 2.             | "Ladyboy"                      | 3:22    |  |
| 3.             | "Fat"                          | 4:17    |  |
| 4.             | "Frau & Mann"                  | 3:46    |  |
| 5.             | "Ich weiß es nicht"            | 4:58    |  |
| 6.             | "Allesfresser"                 | 4:00    |  |
| 7.             | "Knebel"                       | 4:28    |  |
| 8.             | "Home Sweet Home"              | 4:45    |  |
| 9.             | "Cowboy"                       | 4:01    |  |
| 10.            | "Golden Shower"                | 4:39    |  |
| 11.            | "Blut"                         | 4:49    |  |
| 12.            | "Platz Eins"                   | 5:17    |  |
| 13.            | "Praise Abort"                 | 5:01    |  |
| 14.            | "Fish On"                      | 4:39    |  |
| 15.            | "Ach so Gern" (Versão do Pain) | 4:21    |  |
| 16.            | "Gummi"                        | 4:13    |  |
| 17.            | "Steh auf"                     | 4:06    |  |
| Duração total: | Duração total:                 | 1:15:22 |  |

### DVD e Blu-ray
| N.º            | Título                                  | Duração |  |
| 1.             | "Intro" (Musica por: Clemens Wijers)    | 2:29    |  |
| 2.             | "Skills in Pills"                       | 4:24    |  |
| 3.             | "Ladyboy"                               | 3:23    |  |
| 4.             | "Fat"                                   | 4:30    |  |
| 5.             | "Frau & Mann"                           | 3:41    |  |
| 6.             | "Ich weiß es nicht"                     | 5:00    |  |
| 7.             | "Allesfresser"                          | 5:50    |  |
| 8.             | "Knebel"                                | 4:27    |  |
| 9.             | "Home Sweet Home"                       | 4:42    |  |
| 10.            | "Cowboy"                                | 4:04    |  |
| 11.            | "Golden Shower"                         | 4:39    |  |
| 12.            | "Blut"                                  | 4:49    |  |
| 13.            | "Platz Eins"                            | 6:56    |  |
| 14.            | "Praise Abort"                          | 5:26    |  |
| 15.            | "Fish On"                               | 4:45    |  |
| 16.            | "Ach so Gern" (Versão do Pain)          | 4:48    |  |
| 17.            | "Gummi"                                 | 4:14    |  |
| 18.            | "Steh auf"                              | 5:46    |  |
| 19.            | "Créditos" (Música por: Clemens Wijers) | 2:35    |  |
| Duração total: | Duração total:                          | 1:26:37 |  |

## Créditos
- Direitos autorais ℗ & ©: Lindemann
- Licenciado de: Universal Music
- Produzido e Mixado por: Olsen Involtini no Quench-Field-Studio, Berlim, Alemanha
- Masterizado por: Svante Forsbäck no Estúdio Chartmakers, Helsinque, Finlândia
- Publicado por: Hanseatic Musikverlag, Warner Chappell Scandinavia AB, Musik Edition Discoton GmbH
- Diretor, Editor: Serghey Grey
- Diretor criativo: Zoran Bihać
- Produção: Anar Reiband
- Vocais, Produção, Letras: Till Lindemann
- Guitarras: Peter Tägtgren, Sebastian Svalland
- Baixo: Jonathan Olsson
- Bateria: Sebastian Tägtgren